# 리보뉴클레이스

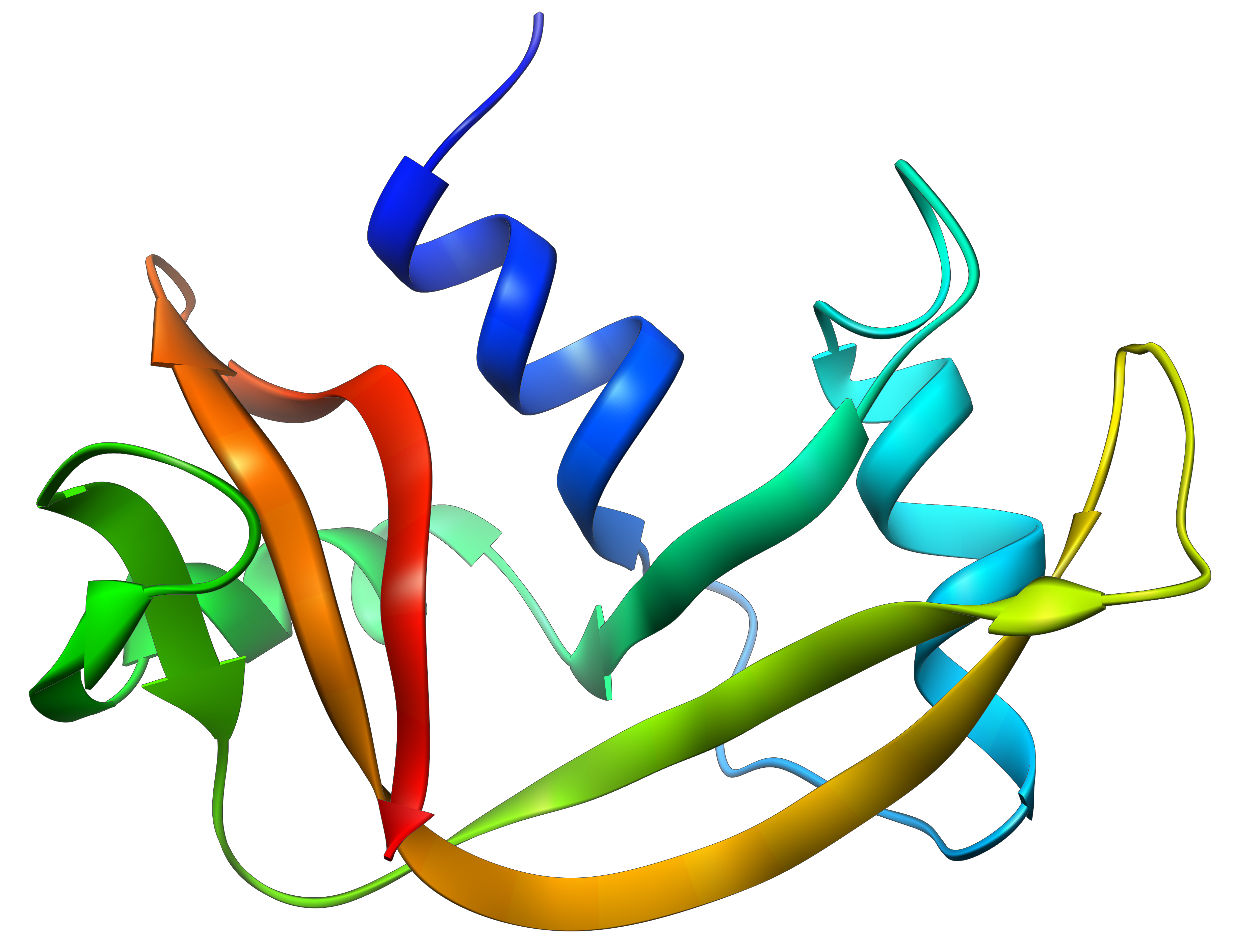
리보뉴클레이스 A 구조

리보뉴클레이스(Ribonuclease, RNase) 또는 리보뉴클레아제는 리보핵산을 분해해서 올리고뉴클레오티드 혹은 단일 핵산으로 만드는 반응을 촉매하는 효소이다.
대부분의 생물체에 존재하는 효소로, 필요없는 RNA의 제거부터 모든 종류의 세포 내 RNA의 생성과정에 관여하고 있어, 그 기능은 매우 중요하게 인식되고 있다. 또한 몇몇 생물종에서 RNA 간섭이나 RNA 바이러스에 대한 1차 방어 역할도 할 것으로 추정된다.
RNase는 크게 내부로부터 RNA를 분해하는 엔도뉴클레이스와 외부로부터 분해하는 엑소뉴클레이스로 나뉜다. 그 외에 염기를 식별해서 분해하는 기질특이성 RNase를 비롯해서 다양한 종류의 RNase가 존재한다.
리보뉴클레이스는 단백질 1차구조가 최초로 규명된 효소이다. 크리스천 앤핀슨은 리보뉴클레이스의 아미노산 서열과 생물학적으로 활성을 갖는 구조를 발견한 공로로, 스탠퍼드 무어, 윌리엄 하워드 스타인은 화학적 구조와 효소 활성 사이에 대한 이해를 높인 공로로 1972년 노벨 화학상을 수상하였다.

## 분류

### 주요 엔도리보뉴클레이스
- RNase A
- RNase Ⅰ
- RNase Ⅲ
- RNase L
- RNase P
- RNase phm
- RNase T1

### 주요 엑소리보뉴클레이스
- Polynucleotide Phosphorylase (PNPase)
- RNase PH
- RNase Ⅱ
- RNase R
- RNase D
- RNase T